# Frank Thomas (baseballista)
Frank Edward Thomas, Jr. (ur. 27 maja 1968) – amerykański baseballista, który występował na pozycji pierwszobazowego i jako designated hitter przez 19 sezonów w Major League Baseball.
Thomas studiował na Auburn University, gdzie w latach 1987–1989 grał w drużynie uniwersyteckiej Auburn Tigers. W czerwcu 1989 został wybrany w pierwszej rundzie draftu z numerem siódmym przez Chicago White Sox i początkowo występował w klubach farmerskich tego zespołu, między innymi w Birmingham Barons, reprezentującym poziom Double-A. W MLB zadebiutował 2 sierpnia 1990 w meczu przeciwko Milwaukee Brewers, w którym zaliczył RBI.
W 1991 po raz pierwszy otrzymał nagrodę Silver Slugger Award, zaś dwa lata później po raz pierwszy wystąpił w Meczu Gwiazd. W 1993 i 1994 został wybrany najbardziej wartościowym zawodnikiem. W 1997 miał najlepszą w lidze średnią uderzeń. Grał jeszcze w Toronto Blue Jays i Oakland Athletics, w którym zakończył karierę w wieku 40 lat. W 2014 został uhonorowany członkostwem w Baseball Hall of Fame.
| Nagroda/wyróżnienie              | Lata                         | Źródło |
| 2× MVP American League           | 1993, 1994                   | [ 7 ]  |
| 5× All-Star                      | 1993, 1994, 1995, 1996, 1997 | [ 4 ]  |
| 4× Silver Slugger Award          | 1991, 1993, 1994, 2000       | [ 6 ]  |
| Baseball Hall of Fame            | od 2014                      | [ 8 ]  |
| # 35 zastrzeżony przez White Sox | 2010                         | [ 9 ]  |